# Jordan EJ14
Jordan EJ14 - samochód Formuły 1, zaprojektowany przez Gary'ego Andersona, Johna McQuillama i Nicolo Petrucciego, skonstruowany przez Jordan Grand Prix na sezon 2004.
W porównaniu do poprzednika, EJ13, samochód przeszedł niewiele zmian. Największe zmiany zaszły w obrębie spojlerów. Samochód był napędzany przez silnik Ford, sprzężony z siedmiostopniową półautomatyczną skrzynią biegów.
Kierowcami zostali Nick Heidfeld oraz cieszący się wsparciem sponsorów mistrz Międzynarodowej Formuły 3000, Giorgio Pantano. Z powodu niskiego budżetu oraz słabego silnika nie odnosili oni dobrych rezultatów. W całym sezonie Jordan zdobył pięć punktów i dziewiąte miejsce w klasyfikacji konkstruktorów.
Pod koniec sezonu Ford wycofał swoje zaangażowanie z Formuły 1. Jordan został sprzedany grupie Midland i nabył na 2005 rok silniki Toyota.

## Wyniki w Formule 1
| Legenda oznaczeń w tabelach wyników Wyświetl szablon na nowej stronie | Legenda oznaczeń w tabelach wyników Wyświetl szablon na nowej stronie                                                                     |
| Oznaczenie                                                            | Wyjaśnienie |
| --------------------------------------------------------------------- | --- |
| Złoty                                                                 | Zwycięzca lub mistrzostwo |
| Srebrny                                                               | 2. miejsce lub wicemistrzostwo |
| Brązowy                                                               | 3. miejsce lub II wicemistrzostwo |
| Zielony                                                               | Ukończył, punktował (w klasyfikacji generalnej, gdy zdobył co najmniej jeden punkt na przestrzeni sezonu, poza trzema powyższymi opcjami) |
| Niebieski                                                             | Ukończył, nie punktował (w klasyfikacji generalnej, gdy nie zdobył co najmniej jednego punktu na przestrzeni sezonu)                      |
| Czerwony                                                              | Nie zakwalifikował się (NZ) |
| Czerwony                                                              | Nie prekwalifikował się (NPK) |
| Różowy                                                                | Nie ukończył (NU) |
| Różowy                                                                | Niesklasyfikowany (NS) (w klasyfikacji generalnej, gdy nie został sklasyfikowany w żadnym wyścigu sezonu)                                 |
| Czarny                                                                | Zdyskwalifikowany (DK) |
| Czarny                                                                | Wykluczony (WYK/EX) |
| Biały                                                                 | Nie wystartował (NW) |
| Biały                                                                 | Kontuzjowany (K/INJ) |
| Biały                                                                 | Wyścig odwołany (OD/C) |
| Bez koloru                                                            | Został wycofany (WYC/WD) |
| Bez koloru                                                            | Nie przybył (NP/DNA) |
| Bez koloru                                                            | Nie brał udziału w treningach (NT/DNP) |
| Bez koloru                                                            | Nie został zgłoszony (–) |
| Pogrubienie                                                           | Start z pole position |
| Kursywa                                                               | Najszybsze okrążenie wyścigu |
| †                                                                     | Nie ukończył, ale jego rezultat został zaliczony ze względu na przejechanie więcej niż 90% dystansu wyścigu.                              |
| *                                                                     | Sezon w trakcie |
| 1/2/3                                                                 | Punktowana pozycja w sprincie kwalifikacyjnym                                                                                             |
| Lista systemów punktacji Formuły 1                                    | |

| Sezon | Zespół      | Silnik | Kierowcy        | Wyniki w poszczególnych eliminacjach | Wyniki w poszczególnych eliminacjach | Wyniki w poszczególnych eliminacjach | Wyniki w poszczególnych eliminacjach | Wyniki w poszczególnych eliminacjach | Wyniki w poszczególnych eliminacjach | Wyniki w poszczególnych eliminacjach | Wyniki w poszczególnych eliminacjach | Wyniki w poszczególnych eliminacjach | Wyniki w poszczególnych eliminacjach | Wyniki w poszczególnych eliminacjach | Wyniki w poszczególnych eliminacjach | Wyniki w poszczególnych eliminacjach | Wyniki w poszczególnych eliminacjach | Wyniki w poszczególnych eliminacjach | Wyniki w poszczególnych eliminacjach | Wyniki w poszczególnych eliminacjach | Wyniki w poszczególnych eliminacjach | Wyniki kierowców | Wyniki kierowców | Wyniki konstruktora | Wyniki konstruktora |
| 2004  |             |        |                 | Australia                            | Malezja                              | Bahrajn                              | San Marino                           | Hiszpania                            | Monako                               | Unia Europejska                      | Kanada                               | Stany Zjednoczone                    | Francja                              | Wielka Brytania                      | Niemcy                               | Węgry                                | Belgia                               | Włochy                               |                                      | Japonia                              | Brazylia                             | Pkt.             | Msc.             | Pkt.                | Msc.                |
| ----- | ----------- | ------ | --------------- | ------------------------------------ | ------------------------------------ | ------------------------------------ | ------------------------------------ | ------------------------------------ | ------------------------------------ | ------------------------------------ | ------------------------------------ | ------------------------------------ | ------------------------------------ | ------------------------------------ | ------------------------------------ | ------------------------------------ | ------------------------------------ | ------------------------------------ | ------------------------------------ | ------------------------------------ | ------------------------------------ | ---------------- | ---------------- | ------------------- | ------------------- |
| 2004  | Jordan Ford | Ford   | Nick Heidfeld   | NU                                   | NU                                   | 15                                   | NU                                   | NU                                   | 7                                    | 10                                   | 8                                    | NU                                   | 16                                   | 15                                   | NU                                   | 12                                   | 11                                   | 14                                   | 13                                   | 13                                   | NU                                   | 3                | 18               | 5                   | 9                   |
| 2004  | Jordan Ford | Ford   | Giorgio Pantano | 14                                   | 13                                   | 16                                   | NU                                   | NU                                   | NU                                   | 13                                   | -                                    | NU                                   | 17                                   | NU                                   | 15                                   | NU                                   | NU                                   | NU                                   | -                                    | -                                    | -                                    | 0                | 24               | 5                   | 9                   |
| 2004  | Jordan Ford | Ford   | Timo Glock      | -                                    | -                                    | -                                    | -                                    | -                                    | -                                    | -                                    | 7                                    | -                                    | -                                    | -                                    | -                                    | -                                    | -                                    | -                                    | 15                                   | 15                                   | 15                                   | 2                | 19               | 5                   | 9                   |